# Andreas Scholl
Andreas Scholl (* 10. listopadu 1967, Eltville am Rhein, Hesensko, Německo) je německý kontratenorista, mužský pěvec vážné hudby s rozsahem altu se specializací na barokní období. Jeho rozsah je stejný jako u proslulého altového kastráta 18. století, Senesina, pro kterého psal Händel své největší role. Scholl je první kontratenorista na světě, který byl pozván na The Last Night of the Proms v Londýně, aby zde zazpíval.

## Život

### Dětství
Andreas se narodil v Eltville am Rhein, vyrůstal v sousedním Kiedrichu. Celá jeho rodina byli zpěváci. V sedmi letech začal zpívat v Kiedricher Chorbuben (zdejšího chlapeckého sboru s dlouholetou tradicí). Ve 13 letech Andreas Scholl zpíval druhý hlas z Mozartovy Kouzelné flétny v Wiesbadener Staatstheater (spolu se svou sestrou, která zpívala první hlas). Ještě tentýž rok byl jako jeden z 20 tisíc sboristů celého světa pozván do Říma na festival, kde byl také vybrán pro sólo ve slavnostní mši dne 4. ledna 1981. Při této příležitosti se zde setkal s papežem Janem Pavlem II. V roce 1986 si zahrál mnicha spolu se Seanem Connerym ve filmu Jméno růže, který se natáčel v klášteře Eberbach, nedaleko Kiedrichu.

### Hudební vzdělání
Schollovi bylo 17, když poprvé zpíval před tenorem/kontratenorem Herbertem Kleinem, který mu ukázal dvě místa, kde jedině mohl studovat a to buď v Londýně, nebo na Basilejské škole staré hudby (Schola Cantorum Basiliensis). Poté, co jeho strýc uvedl Scholla známým zpěvákům Paulu Esswoodovi a Jamesi Bowmanovi, hvězdám evropských kontratenoristů, Scholl si vybral Bowmana jako svůj vzor. Poté poslal demo nahrávku Renému Jacobsovi, který měl ohodnotit jeho talent. Ten pozval Scholla na návštěvu Schola Cantorum Basiliensis. Avšak Scholl neměl náležité hudební vzdělání a titul. Ačkoliv Schola Cantorum Basiliensis nabízí jenom post-graduální kurzy, mladý zpěvák byl přijmut díky jeho síle a kvalitě tónu poté, co zazpíval Schubertovu píseň pro přijímací porotu – včetně Reného Jacobse.
Na Schole byl Andreasovym učitelem Richard Levitt a Jacobs v dalším roce. Švýcarská houslistka Chiara Banchini a sopranistka Emma Kirkby měly hlavní vliv na to, že se Scholl začal specializovat na barokní hudbu. Tu dodatečně studoval se sopranistkou Evelyn Tubb a loutnistou Anthonym Rooleyem. K dodatku Diplomu staré hudby, pro který byl externí zkoušející právě Bowmanem, Scholl shromáždil ceny z Council of Europe a Foundation Claude Nicolas Ledoux, spolu s cenami švýcarských Association Migros a Ernst Göhner Foundation.
Andreas Scholl teď učí na Schola Cantorum Basiliensis interpretaci staré hudby a jeho třída patří k nejvíce vyhledávané mistrovské třídě.

### Profesionální premiéra
V roce 1993 se zastavil Scholl v Paříži na žádost Jacobse v Théâtre Grévin, kde způsobil rozruch. Jeho Janovy pašije byly odvysílány na Velký pátek posluchačům rádia včetně Williama Christie. Krátce nato se spolu potkali ve vlaku. Rok 1994 se stal osudový pro nahrávku Händelova Mesiáše s Les Arts Florissants, domluvenou ihned po již zmíněné cestě vlakem.

## Spolupráce
Andreas Scholl spolupracoval s většinou současných barokních specialistů, včetně těchto:
- Chiara Banchini
- William Christie
- Christophe Coin
- Michel Corboz
- Paul Dyer
- John Eliot Gardiner
- Reinhardt Goebel
- Philippe Herreweghe
- Christopher Hogwood
- René Jacobs
- Konrad Junghänel
- Robert King
- Ton Koopman
- Paul McCreesh
- Nicholas McGegan
- Roger Norrington
- Christophe Rousset
- Jos van Veldhoven
- Dominique Veillard
- Roland Wilson

Jeho pravidelní partneři v sólových skladbách jsou např. cembalista Markus Märkl a virtuózní loutnista Edin Karamazov. Soubory, s kterými účinkuje jsou např.:
- Netherlands Bach Choir
- Cantus Coelln
- Orchestra of the Age of Enlightenment
- Musica Antiqua Köln
- Berlin Akademie für Alte Musik
- Freiburg Barockorchester
- Australian Brandenburg Orchestra
- Accademia Bizantina

Skladatel Marco Rosano složil pro Andrease skladbu Stabat Mater, provedenou poprvé 22. února 2008 v Městské koncertní síni Angel Place za doprovodu Australian Brandenburg Orchestra pod taktovkou Paula Dyera.

## Opera
Scholl líčí sám sebe jako zpěváka, který dělá operu. Jeho hlavní role byly psány v 18. století pro alt-kastráta Senesina: Bertarido v Händelově Rodelindě a hlavní role v Händelově opeře Julius Caesar v Egyptě (orig. Giulio Cesare in Egitto) v produkci Dánské královské opery. Rodelinda byl velký úspěch. The Financial Times napsali o jeho Vivi tiranno: … tak zběhlá virtuozita … čas se zastavil a vy jste cítili, že mluví přímo k Vám. V únoru 2002 ho Le Monde nazvali „Le Roi Scholl“ po jeho repríze role krále Bertarida v pařížské produkci Glyndebournské Rodelindy.

## Populární hudba
Scholl vždy také psal hudbu pro balet a divadlo. Nyní má své soukromě nahrávací studio v Basileji, ve Švýcarsku, kde právě sídlí. Jeho Bílá jako lile, základy stojící na představách Johna Downlanda, je na CD z roku 1995. The countertenors (s Dominiquem Vissesem a Pascalem Bertinim) byl hit v Koreji, když byla skladba použita v televizní reklamě, a později vydána v orchestrální verzi. V prosinci roku 2003 provedl veřejně svojí první popovou tvorbu na veřejnosti za pomoci orchestru i elektronické hudby. Po boku Andrease Scholla byl kolega barokní kontratenor, Roland Kunz, specializovaný na zhudebňování alžbětínských anglických poemů do jeho vlastní elektronické hudby.